# Sputnik 2
El Sputnik 2 (en ruso: Спутник 2) fue la segunda nave espacial puesta en órbita alrededor de la Tierra, a las 02:30h UTC del 3 de noviembre de 1957, siendo la primera nave espacial que transportó material biológico. Era una cápsula cónica de 4 metros de alto con una base de 2 metros de diámetro. Contenía varios compartimentos destinados a alojar transmisores de radio, un sistema de telemetría, una unidad programable, un sistema de control de regeneración y temperatura en cabina e instrumental científico. En una cabina sellada y separada del resto viajaba la perra Laika, cuyo nombre original era "Kudryavka".
Los datos biológicos e ingenieriles se transmitían mediante el sistema telemétrico Tral_D, que podía transmitir datos a la Tierra durante 15 minutos por cada órbita. A bordo había dos espectrómetros destinados a medir la radiación solar (emisiones ultravioleta y rayos X) y rayos cósmicos. El Sputnik 2 no llevaba cámara de televisión (las imágenes de perros del Sputnik 5 son confundidas con Laika).

## La pasajera
El primer ser en entrar en órbita fue una perra llamada originariamente Kudryavka (ruso: "pequeña de pelo rizado"), la cual sería conocida mundialmente como Laika debido al nombre de su raza. Pesaba sobre 6 kg. La cabina presurizada del Sputnik 2 le permitía estar acostada o en pie y estaba acolchada. Un sistema regenerador de aire le proveía de oxígeno; la comida y el agua se encontraba en forma de gelatina. Laika estaba sujeta con arnés, una bolsa recogía los excrementos, y unos electrodos monitorizaban las señales vitales. Un informe telemétrico temprano indicaba que Laika estaba agitada pero comía. No había posibilidad de retorno a la Tierra, por eso se planeó sacrificarla después de 10 días en órbita. Sin embargo, en octubre de 2002 se reveló por fuentes rusas que Laika había muerto a las pocas horas debido al sobrecalentamiento y el estrés. La misión suministró a los científicos los primeros datos del comportamiento de un organismo vivo en el medio espacial.

## Malentendido estadounidense
Con 508,3 kilogramos de peso, el Sputnik II pesó unas 6 veces más que su inmediato antecesor, el Sputnik I original (de 83,6 kg). Esto causó alarma adicional en un Estados Unidos que ya estaba consternado después del lanzamiento de aquel primer satélite artificial y hasta el tradicional diario neoyorquino The New York Times llegó a conjeturar que «la Unión Soviética podría estar utilizando alguna nueva forma de propulsor de cohetes desconocida en Occidente». 
En realidad, como se revelaría, todo se trató de un malentendido, ya que ambos cohetes eran virtualmente idénticos: lo que en realidad sucedió fue que los soviéticos solamente habían proporcionado el peso de la pequeña cápsula del Sputnik en el primer caso, a la vez que además incluyeron el peso adicional de la segunda sección del cohete en el Sputnik II (el cual era de dos etapas).
Por su parte, en respuesta a ambos Sputniks iniciales, los propios EE. UU. intentarían lanzar el Vanguard el 6 de diciembre de 1957, que en teoría sería su primer satélite artificial. No obstante, lograrían hacerlo efectivamente con el lanzamiento del Explorer 1, el 31 de enero de 1958.